# Arrondissement Saint-Amand-Montrond
Arrondissement Saint-Amand-Montrond (fr. Arrondissement de Saint-Amand-Montrond) je správní územní jednotka ležící v departementu Cher a regionu Centre-Val de Loire ve Francii. Člení se dále na 11 kantonů a 116 obcí.

## Kantony
- Charenton-du-Cher
- Châteaumeillant
- Châteauneuf-sur-Cher
- Le Châtelet
- Dun-sur-Auron
- La Guerche-sur-l'Aubois
- Lignières
- Nérondes
- Saint-Amand-Montrond
- Sancoins
- Saulzais-le-Potier